# Oto Apfaltrer
‎Oto Apfaltrer, s polnim nazivom Otto Apfaltrer von Apfaltrern, kranjski plemič, politik, poslanec in uradnik, * 6. april 1823, Lehenrotte, Spodnja Avstrija, † 15. september 1905, Gradec.
Baron Apfaltrern je bil rojen leta 1823 v Lehenrotteju v Spodnji Avstriji, očetu Wenclu baronu Apfaltrerju. Na Kranjsko, od koder je njegov rod izviral, se je vrnil po letu 1858, ko je podedoval gospostvo Križ pri Kamniku od svojega strica Alojza barona Turjaškega.
Oto se je aktivno ukvarjal s politiko in bil član Kranjskega deželnega zbora in sicer kot predstavnik veleposestniške kurije. Bil je tudi poslanec v dunajskem državnem zboru kot dosmrtni član gosposke zbornice. Med leti 1873  in 1874 je v Gradcu dal zgraditi palačo Brandhof po načrtih arhitekta Wilhelma Bücherja.  Imel je troje otrok, od katerih se je sin Marija Oto Apfaltrer prav tako zapisal politiki in bil desetletja aktiven politik.
Oto je prijateljeval tudi z Antonom Alexandrom Auerspergom (Turjaškim), ki je bil ravno tako poslanec in pesnik pod psevdonimom Anastasius Grün. Po njegovi smrti je bil Oto postavljen za skrbnika pesnikovega mladoletnega sina Teodorja iz Šrajbarskega turna. Oto starejši je umrl leta 1905 v Gradcu.